# Samuel Daniel

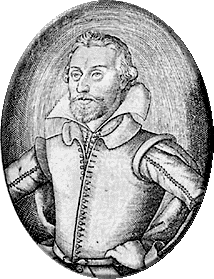

Samuel Daniel (ur. ok. 1562, zm. 14 października 1619) – angielski pisarz i historyk.
Był autorem zbiorów masek i pastorałek (m.in. The Vision of Twelve Goddesses i Hymen's Triumph), sonetów (cykl Delia 1592), oraz długiego poematu epickiego, pisanego oktawą, o Wojnie Dwóch Róż pt. The Civil Wars. Pisał też dzieła naukowe poświęcone historii Anglii (The Collection of the History of England).